# فرد لردال
آلفرد ویتفورد (فرد) لردال (متولد ۱۰ مارس ۱۹۴۳، در مدیسون، ویسکانسین) استاد بازنشستهٔ آهنگسازی موسیقی در دانشگاه کلمبیا فریتز راینر است، و آهنگساز و نظریه‌پرداز موسیقی است که بیشتر به خاطر کارهایش در زمینهٔ دستور زبان و شناخت موسیقی، نظریه ریتمیک، فضای زیر و بمی، و محدودیت‌های شناختی در سیستم‌های ترکیبی شهرت دارد. او آثار ارکسترال و مجلسی بسیاری نوشته‌است که سه مورد از آنها کاندید نهایی جایزه پولیتزر برای موسیقی شدند: زمان پس از زمان در سال ۲۰۰۱، کوارتت زهی شماره ۳ در سال ۲۰۱۰ و آرک در سال ۲۰۱۱.